# Glappa

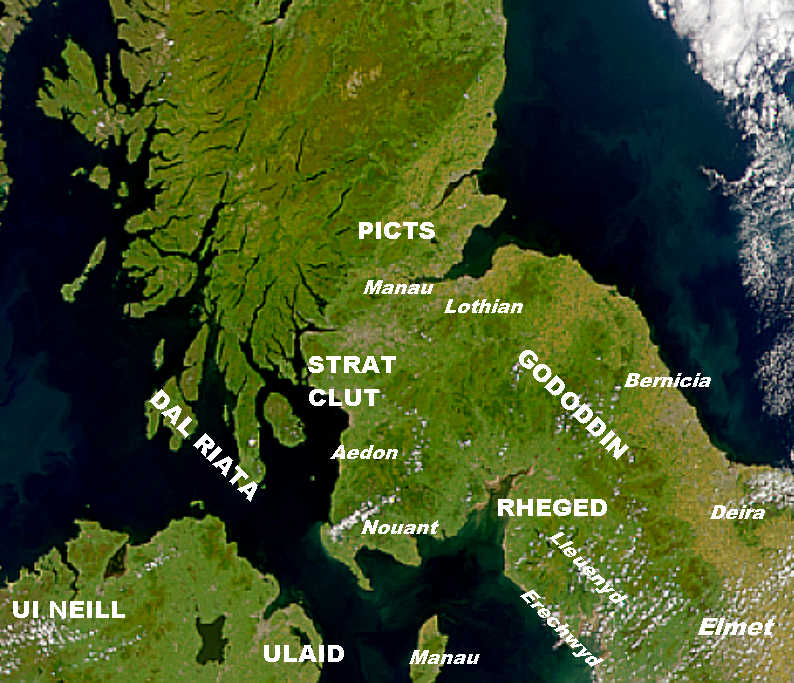
Das nördliche Britannien im 6. Jahrhundert

Glappa (auch: Clappa) (vor 559; † 560) war von 559 bis zu seinem Tod 560 König des angelsächsischen Königreiches Bernicia.
Eine der wenigen Quellen zu Glappa stellen die Moore Memoranda aus der Zeit um 737 dar, in denen Glappa zwischen den Königen Ida und Adda mit einer einjährigen Regierungszeit als König Bernicias genannt wurde. Einzelheiten zu seinem Leben und seiner Herrschaft sind unbekannt. In der älteren Forschung wurde Glappa manchmal als Sohn des Königs Ida von Bernicia aufgefasst.

## Regierungszeitraum
In mehreren Quellen wurde Glappa in der Liste der Könige von Bernicia, erst nach 560 aufgeführt, so dass sein Todesjahr ungewiss ist. Der Zeitraum seiner Regierung wird teilweise mit einem Jahr aber auch bis zu 5 Jahren angegeben.
| 1844     | 1844                                     | 1998                 | 1998                      |
| -------- | ---------------------------------------- | -------------------- | ------------------------- |
| Zeitraum | König                                    | Zeitraum             | König                     |
| 547–559  | Ida                                      | 547–559 oder 557–569 | Ida                       |
| 560–567  | Adda, Sohn von Ida                       | 569–574              | Glappa                    |
| 567–572  | Glappa                                   | 570–577 oder 574–581 | Adda, Sohn von Ida        |
| 572–573  | Theodwald, Bruder von Glappa             | 573?–574?            | Theodulf                  |
| 573–580  | Frethulf (Frithuwald), Bruder von Glappa | 573?–580?            | Frithuwulf oder Freothulf |
| 580–587  | Theodoric (Theodric), 3. Sohn von Ida    | 584?–581?            | Theodoric                 |

Es wird auch in der neueren Literatur als möglich angesehen, dass Glappa die Regentschaft nach Idas Tod ab 569 führte bis dessen Sohn Adda volljährig war, die Herrschaft zu übernehmen.